# Nierembergia hippomanica
Nierembergia hippomanica är en potatisväxtart som beskrevs av John Miers. Nierembergia hippomanica ingår i släktet Nierembergia och familjen potatisväxter. Utöver nominatformen finns också underarten N. h. hippomanica.